# Keiji Mutoh
Keiji Mutoh (født d. 23. december 1962) er en japansk fribryder. Han er en af de allerstørste navne indenfor Pro Wrestling, eller Puroresu, i Japan. 